# China Film Group Corporation
China Film Group Corporation (en chino, 中国电影集团公司; pinyin, Zhōngguó diànyǐng jítuán gōngsī), abreviado como CFGC, es la empresa estatal de cine más grande e influyente de la República Popular China. Según Forbes es un monopolio estatal al que todas las películas importadas tienen que trabajar. También administra teatros y financia, produce y distribuye películas. En 2014 la compañía fue el mayor distribuidor de películas en China, con un 32,8% del mercado.